# No Sleepin' (cântec de Corina)
No Sleepin' este o piesă single a cântăreței Corina în colaborare cu JJ, lansat în decembrie 2010.

## Lansare
Hit-ul a fost lansat pe data de 16 decembrie 2010, pe contul oficial de YouTube al Corinei.

## Recepție
Melodia a ajuns și este și în continuare pe locul 9 în Romanian Top 100. La data de 28 mai 2011, melodia se afla pe locul 14 în Fresh Top 40 Kiss FM, și pe locul 23 în Most Wanted Radio ZU.

## Videoclipul
Clipul a fost realizat de HaHaHa Production sub regia lui Marian Dinescu, iar de imaginea artistei s-a ocupat stilista Dana Budeanu. Corina ne-a declarat că acest clip a avut costuri uriașe de producție, dar că merită tot efortul produs pentru că rezultatul este de excepție.